# Notohyus erosus
Notohyus erosus är en insektsart som beskrevs av Ronald Gordon Fennah 1965. Notohyus erosus ingår i släktet Notohyus och familjen sporrstritar. Inga underarter finns listade i Catalogue of Life.